# Brachychampsa
Brachychampsa è un genere estinto di rettile alligatoroide vissuto nel Cretaceo superiore-Paleocene inferiore, circa 83.5-63.3 milioni di anni fa (Campaniano-Daniano), in Nuovo Messico, Colorado, Wyoming, Montana, Nord e Sud Dakota, New Jersey e Saskatchewan. Un esemplare è stato ritrovato anche nella formazione Darbasa del Kazakistan, anche se non è possibile classificarne la specie. Il Brachychampsa si distingue per un quarto premolare allargato nella mascella superiore.
Sebbene faccia parte della superfamiglia degli Alligatoroidea, l'analisi filogenetica di Brachychampsa ha subito varie revisioni. In origine l'animale era stato collocato nella famiglia degli Alligatoridae, e fu poi perfezionato nella sottofamiglia degli Alligatorinae nel 1964, per poi essere posto al di fuori sia di Alligatorinae sia di Alligatoridae (ma ancora all'interno Alligatoroidea), nel 1994.

## Specie

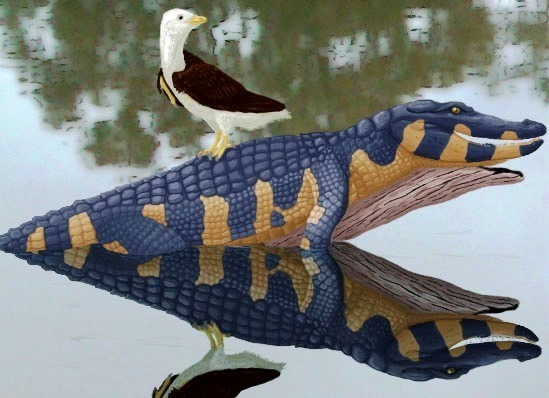
Ricostruzione di Avisaurus e Brachychampsa montana

La specie tipo di Brachychampsa, B. montana, venne scoperta nella Formazione Hell Creek in Montana, descritta da Charles W. Gilmore in un articolo, nel 1911. In quello stesso documento, Gilmore rinominò Bottosaurus perrugosus come una nuova specie di Brachychampsa, chiamandolo B. perrugosus. L'esemplare olotipico di B. perrugosus scomparve così come la carta che lo descriveva, ma è stato successivamente riscoperto e poco dopo designato come nomen dubium a causa della mancanza di caratteristiche diagnostiche che lo distinguano dagli altri alligatoridi. Un'altra specie, proveniente dalla Formazione Menefee, del bacino di San Juan, B. sealeyi, è stata scoperta nel 1996,, sebbene si pensi che possa essere un sinonimo di B. montana, nello specifico un esemplare giovane di quest'ultima specie. Tuttavia, altri studi sostengono che alcune delle variazioni viste tra le due specie, come l'orientamento mascellare delle file dei denti, non possano essere ontogenetiche, rendendo B. sealeyi un taxon valido.